# 순다긴귀박쥐
순다긴귀박쥐(Nyctophilus heran)는 애기박쥐과에 속하는 박쥐의 일종이다. 인도네시아 소순다 열도 렘바타섬의 토착종이다.

## 특징
꼬리 길이 40.7mm를 제외한 몸길이가 51.5mm인 작은 박쥐로 전완장은 39.3mm, 발 길이는 6.4mm이다. 귀 길이는 23.4mm이다.

## 생태
작은 무리를 지어 은신한다. 먹이는 곤충이다.

## 분포 및 서식지
소순다 열도의 렘바타섬에서 1989년에 수컷 성체 한 마리가 포획되어 처음 알려졌다. 해발 약 200m 이내의 맹그로브 근처에서 서식한다.